# Tolettatura

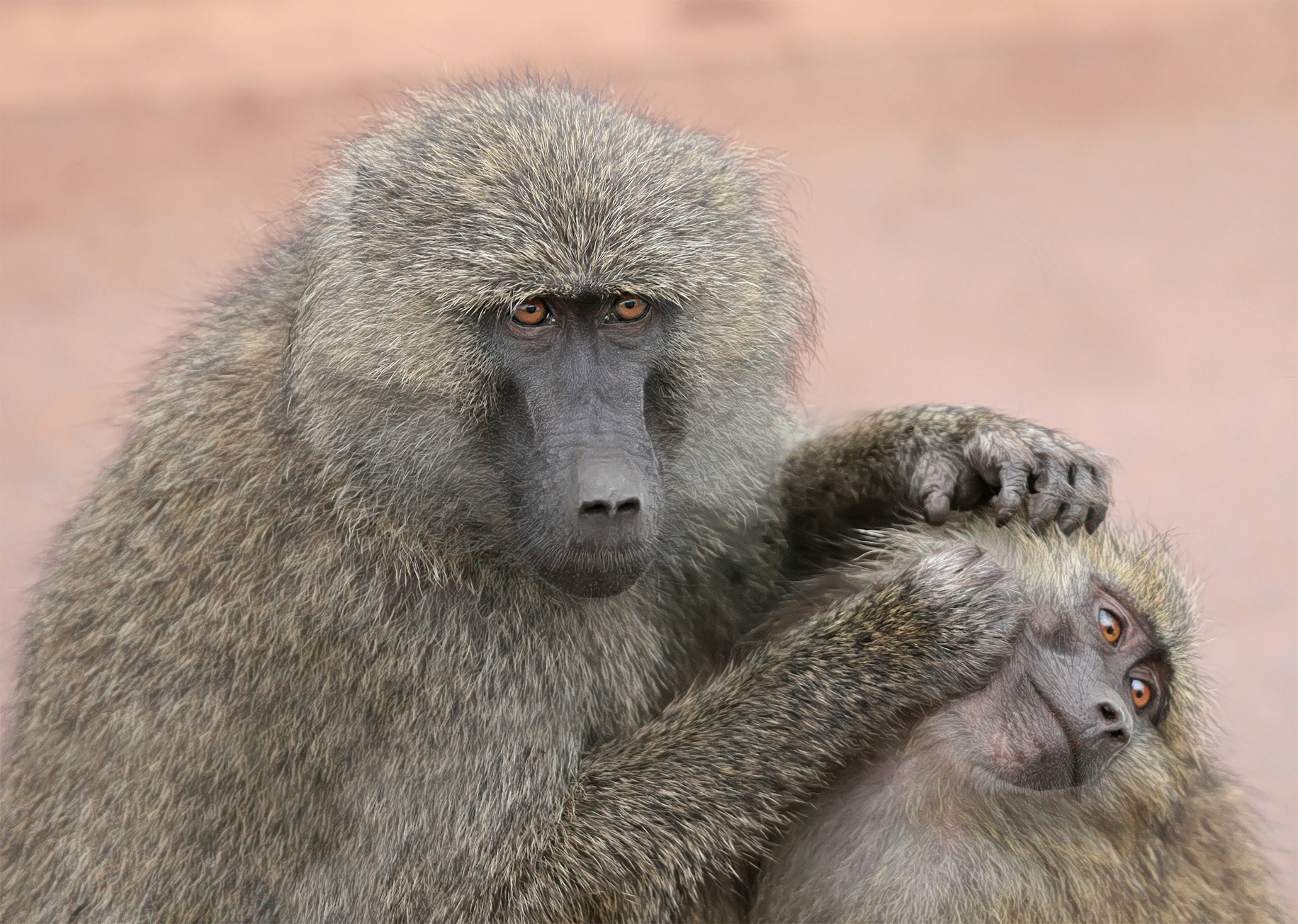
Un anubi impegnato nella tolettatura di un simile.

In etologia la tolettatura (anche detta toilettatura o toelettatura; in inglese grooming, colloquialmente definita coi verbi: spidocchiare, spulciare) indica il comportamento osservato in molte specie animali, tra cui i mammiferi, i volatili o i primati, per cui un soggetto provvede a ripulire un suo simile dai parassiti.
La pratica sembra inoltre avere un'importante valenza sociale, come nel rafforzare la struttura sociale di un gruppo o nelle unioni tra animali di sesso diverso o anche dello stesso sesso, o ancora nella risoluzione di dispute.
Inizialmente riferito al comportamento dei soli primati, uomo compreso (in antropologia), il termine è stato in seguito esteso su altre specie animali.
Alcune attenzioni umane verso gli animali di compagnia possono essere ricondotte a questo particolare istinto.

## Tolettatura su animali domestici

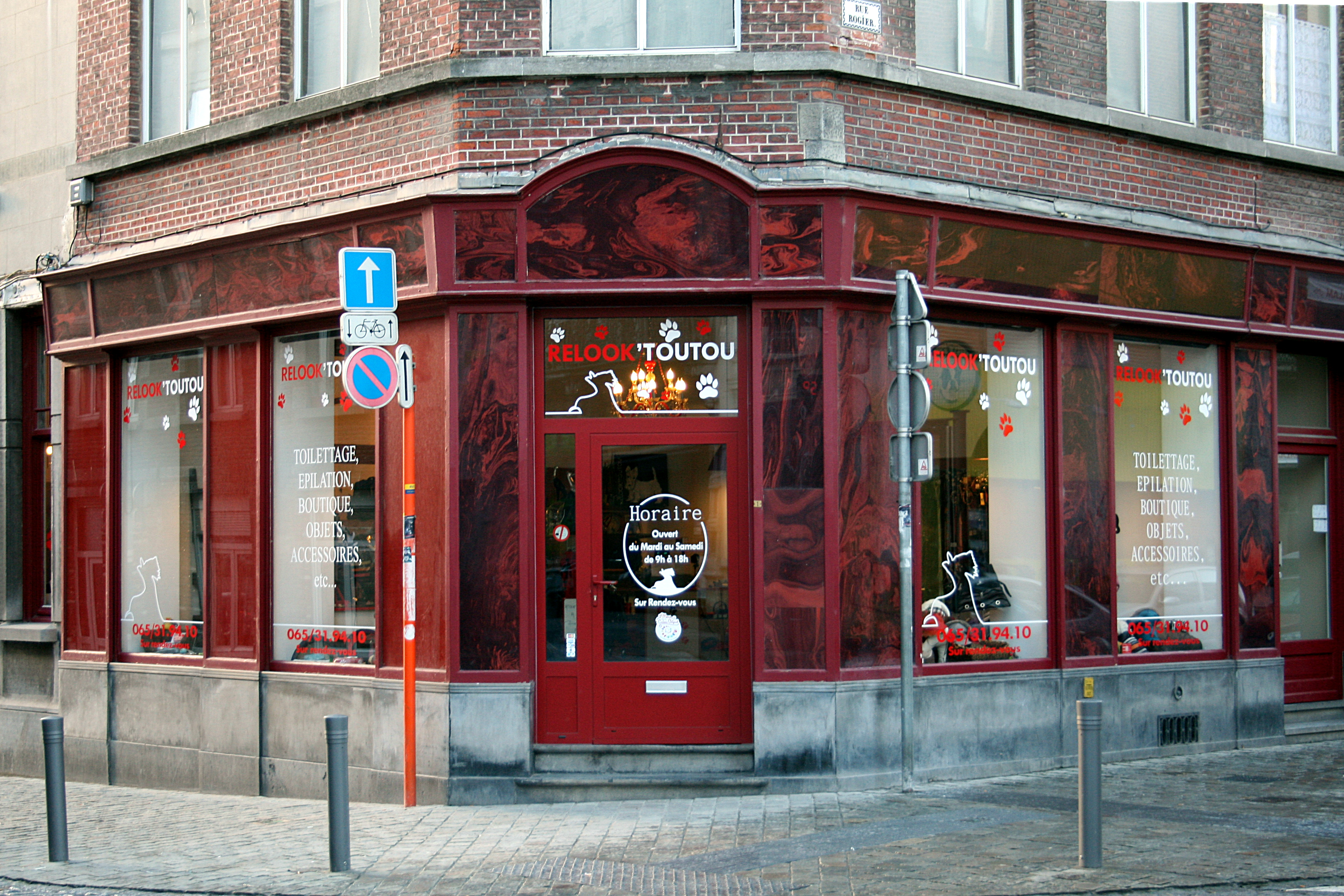
Centro di tolettatura a Mons.

Oltre alla cura igienica personale, gli animali domestici possono essere curati in centri specializzati in tolettatura. La pratica consiste nel taglio del pelo e il lavaggio dell'animale stesso al fine di metterne in risalto la forma e l'eleganza.

## Vantaggi evolutivi
Esistono vari meccanismi proposti attraverso i quali si è ipotizzato che il comportamento di tolettatura sociale aumenti la forma fisica. Questi vantaggi evolutivi possono presentarsi sotto forma di benefici per la salute, tra cui la riduzione della trasmissione delle malattie e dei livelli di stress, il mantenimento delle strutture sociali e il miglioramento diretto della forma fisica come misura di sopravvivenza.

### Benefici per la salute
Si discute spesso se l'importanza fondamentale della tolettatura sociale sia quella di migliorare la salute e l'igiene di un organismo o se il lato sociale della tolettatura sociale svolga un ruolo ugualmente o più importante. Tradizionalmente, si pensa che la funzione primaria della tolettatura sociale sia il mantenimento dell'igiene di un animale. Le prove a sostegno di questa affermazione includono il fatto che tutta la tolettatura si concentra su parti del corpo inaccessibili all'auto-tolettatura e che la quantità di tempo trascorso in regioni di allo-tolettatura non variava in modo significativo anche se la parte del corpo aveva una funzione sociale o comunicativa più importante.
È stato dimostrato che il comportamento di tolettatura sociale suscita una serie di benefici per la salute in una varietà di specie. Ad esempio, la connessione tra i membri del gruppo ha il potenziale per mitigare gli effetti potenzialmente dannosi degli stress. Nei macachi, è stato dimostrato che la tolettatura sociale riduce la frequenza cardiaca. È stato dimostrato che l'affiliazione sociale durante uno stress lieve è correlata a livelli inferiori di sviluppo del tumore mammario e a una maggiore durata della vita nei ratti, mentre la mancanza di questa affiliazione è stata dimostrata essere un importante fattore di rischio. D'altra parte, si potrebbe sostenere che l'aspetto igienico della tolettatura sociale non gioca un ruolo importante quanto l'aspetto sociale. Studi osservazionali condotti su 44 diverse specie di primati suggeriscono che il numero di volte in cui una specie si pulisce, in media, è correlato alle dimensioni del suo gruppo piuttosto che alle dimensioni del suo corpo. Se la tolettatura sociale fosse richiesta da un punto di vista puramente igienico, allora più grande è un animale, più spesso verrebbe pulito dai membri del suo gruppo. Tuttavia, si è invece visto che quando le dimensioni del gruppo aumentano, i membri assicurano di dedicare una quantità di tempo appropriata alla tolettatura di tutti. Quindi, il fatto che gli animali, in particolare i primati, si puliscono a vicenda più frequentemente del necessario da un punto di vista igienico suggerisce che l'aspetto sociale dell'allogrooming (la tolettatura sociale tra membri della stessa specie) svolge un ruolo ugualmente, se non di più, importante. Un altro punto di prova dell'importanza dell'aspetto sociale è che rispetto a come e quanto un primate si pulisce da solo (auto-tolettatura), l'allogrooming comporta periodi di tempo più lunghi e tecniche diverse, alcune delle quali hanno connotazioni di gesti affettuosi.

### Rafforzamento della struttura sociale e costruzione di relazioni

#### Creazione e mantenimento dei legami sociali

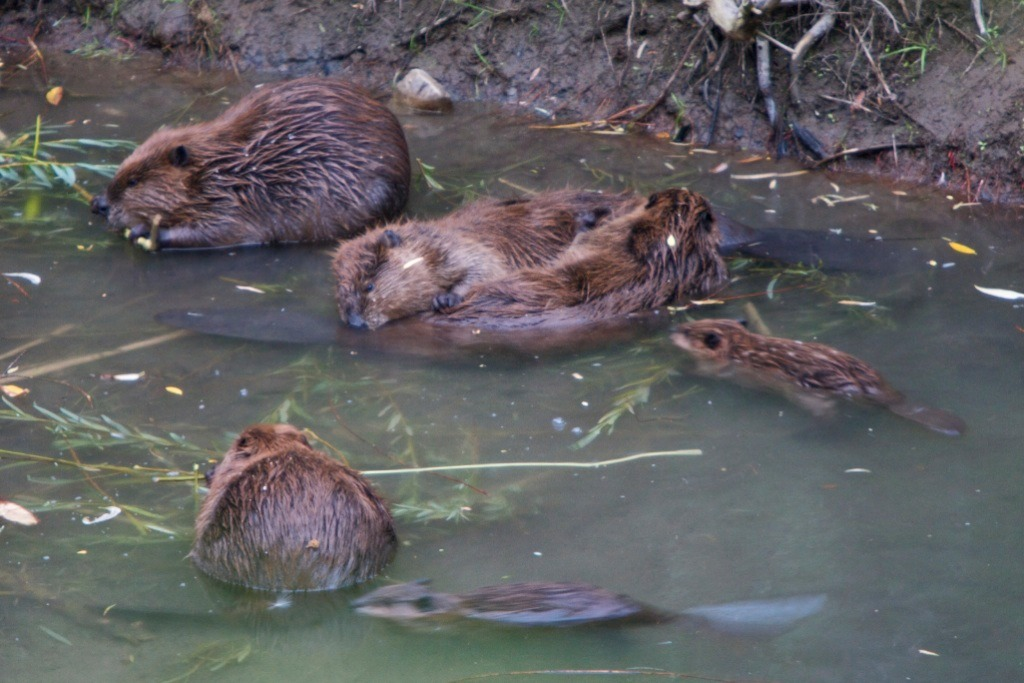
Famiglia di castori nordamericani, con la coppia centrale che si pulisce a vicenda.

Una delle funzioni più critiche della tolettatura sociale è quella di stabilire reti e relazioni sociali. In molte specie, gli individui formano strette connessioni sociali chiamate "amicizie" a causa dei lunghi periodi di tempo trascorsi insieme a svolgere attività. Nei primati in particolare, è noto che la tolettatura ha un importante significato sociale e una funzione nella formazione e nel mantenimento di queste amicizie. Studi condotti sui macachi rhesus hanno mostrato che le scansioni fMRI del cervello delle scimmie si sono illuminate in modo più significativo nella corteccia peririnale (associata al riconoscimento e alla memoria) e nel polo temporale (associato all'elaborazione/analisi sociale ed emotiva) quando alle scimmie sono state mostrate le immagini dei volti dei loro amici, rispetto a quando sono stati mostrati loro volti meno familiari. Quindi, i primati riconoscono gli individui familiari e amati ("amici") e trascorrono più tempo a pulirli rispetto ai partner meno favoriti. Nelle specie con uno stile sociale più tollerante, come i macachi berberi, si vede che le femmine scelgono i loro compagni di tolettatura in base a chi conoscono meglio piuttosto che in base al rango sociale. Oltre ai primati, anche animali come cervi, mucche, cavalli, arvicole, topi, suricati, coati, leoni, uccelli e pipistrelli formano legami sociali attraverso il comportamento di tolettatura.
La tolettatura sociale può anche servire a stabilire e riconoscere i compagni o i partner amorosi. Ad esempio, nei cynopterus sphinx, le femmine iniziano la tolettatura con i maschi appena prima del volo al tramonto. Il maschio e il suo affiatato harem di femmine rilasciano secrezioni corporee l'uno sull'altro, il che può consentire loro di riconoscere lo stato riproduttivo della femmina. Uno studio del 2016 di Kumar et al. ha analizzato chimicamente queste secrezioni, concludendo che potrebbero essere necessarie nella comunicazione mediata chemiosensoriale e nella scelta del compagno. Allo stesso modo, nel topo dei campi di erbe meno aggressivo, si osserva che i maschi puliscono le femmine per periodi più lunghi e persino consentono alle femmine di non ricambiare. Poiché le richieste di accoppiamento dei maschi sono maggiori di quelle offerte dalle femmine, le femmine usano la tolettatura sociale per scegliere i compagni e i maschi la usano per incitare l'accoppiamento.
Infine, la selezione della parentela non è un fattore importante quanto l'amicizia o la preferenza del compagno quando si sceglie un compagno per la tolettatura come si pensava in precedenza. In uno studio del 2018 sugli scimpanzé in cattività, Phelps e altri hanno scoperto che gli animali ricordavano le interazioni "riuscite" o "non riuscite" e le usavano come base per scegliere i compagni per la tolettatura in base a chi avrebbe ricambiato il "favore" rispetto a chi non lo avrebbe fatto. Ancora più importante, se il ritardo tra due scimpanzé che si puliscono a vicenda è molto piccolo, gli scimpanzé tendono a "corrispondere al tempo": vale a dire, il secondo esemplare pulisce il primo per lo stesso periodo di tempo in cui è stato pulito dall'altro. Questa "memoria episodica" richiede una quantità impegnativa di funzioni cognitive e riconoscimento emotivo ed è stata testata sperimentalmente rispetto alle preferenze alimentari, dove le scimmie sceglievano tra cibo deperibile gustoso e cibo non deperibile non gustoso rispettivamente a ritardi più brevi e più lunghi dopo aver provato il cibo. Pertanto le scimmie riescono a distinguere tra vari eventi accaduti in momenti diversi.

#### Rafforzare la gerarchia e la struttura sociale
In generale, la cura sociale è un'attività che è diretta verso l'alto, ovvero un individuo di rango inferiore si prende cura di un individuo di rango superiore nel gruppo. Nei suricati, è stato dimostrato che la cura sociale ha il ruolo di mantenere relazioni che aumentano il fitness. I ricercatori hanno osservato che in questo sistema, i maschi dominanti ricevono più cura mentre si prendono cura di meno degli altri, indicando così che i maschi meno dominanti si prendono cura di individui più dominanti per mantenere le relazioni. In uno studio condotto su scimmie rhesus, si è visto che i membri del gruppo più dominanti venivano "accarezzati" più di quanto non venissero "premuti" quando venivano curati, rispetto ai membri del gruppo di rango inferiore. Da un punto di vista utilitaristico, la cura è una tecnica meno efficace per la cura rispetto al pizzicare, ma è interpretata come un gesto più affettuoso. Quindi, la cura di un individuo di rango superiore potrebbe essere fatta per placare un potenziale aggressore e ridurre la tensione. Inoltre, gli individui più vicini per rango tendono a prendersi cura l’uno dell’altro in modo più reciproco rispetto agli individui più distanti per rango.
È stato dimostrato che le reti di tolettatura nei gibboni dalla cresta nera contribuiscono a una maggiore coesione sociale e stabilità. I gruppi di gibboni con reti sociali più stabili hanno formato reti di tolettatura significativamente più complesse, mentre i gruppi con reti a bassa stabilità hanno formato molte meno coppie di tolettatura.

#### Scambio di favori
La tolettatura è spesso offerta da un individuo in cambio di una certa risposta o azione comportamentale. La tolettatura sociale è fondamentale soprattutto per i pipistrelli vampiro, poiché è necessario per loro mantenere relazioni di condivisione del cibo per sostenere il loro comportamento di condivisione della rigurgitazione del cibo. Nei macachi tibetani, i neonati sono visti come una merce di valore che può essere scambiata per favori; le madri permettono alle non madri di maneggiare i loro neonati per brevi periodi in cambio di essere curate. I macachi tibetani misurano e percepiscono il valore dei neonati notando il rapporto relativo dei neonati nel gruppo; man mano che il numero di neonati aumenta, il loro "valore" diminuisce, e così fa la quantità di tolettatura eseguita dalle non madri per le madri in cambio della manipolazione dei neonati.
È stato suggerito che nei bonobo maschi, la tolettatura viene scambiata a favore di una componente emotiva perché la tolettatura di individui familiari comporta differenze di tempo maggiori (vale a dire, la durata per cui ogni individuo pulisce l'altro non è uguale) e una reciprocità ridotta (vale a dire, la probabilità di pulitura dell'altro è imprevedibile). Quindi, la presenza di una sorta di legame sociale tra individui si traduce in una maggiore "generosità" e tolleranza tra di loro.

### Conseguenze dirette sulla forma fisica
È stato dimostrato che le relazioni di tolettatura sociale forniscono benefici diretti alla forma fisica di una varietà di specie. In particolare, la tolettatura nei babbuini gialli (Papio cynocephalus) è stato ampiamente studiato, con numerosi studi che mostrano un aumento della forma fisica come risultato di legami sociali formati attraverso il comportamento di tolettatura sociale. Uno di questi studi, che ha raccolto 16 anni di dati comportamentali sui babbuini selvatici, ha evidenziato gli effetti che la socialità ha sulla sopravvivenza dei neonati. Viene stabilita una relazione positiva tra la sopravvivenza dei neonati fino a un anno e un indice di socialità composito, una misura della socialità basata sulla prossimità e sulla tolettatura sociale. Sono state fornite anche prove dell'effetto della socialità sulla sopravvivenza degli adulti nei babbuini selvatici. Sono state modellate correlazioni dirette tra misure di connettività sociale (che si concentrano sulla tolettatura sociale) e tempo di sopravvivenza mediano per babbuini sia femmine che maschi.
I legami sociali stabiliti tramite la tolettatura possono fornire un vantaggio adattivo sotto forma di risoluzione dei conflitti e protezione dall'aggressione. Nei babbuini selvatici della savana, è stato dimostrato che le affiliazioni sociali aumentano la forma fisica aumentando la tolleranza da parte dei membri del gruppo più dominanti e aumentando la possibilità di ottenere aiuto dai conspecifici durante le interazioni di competizione all'interno del gruppo. Nel babbuino giallo, le femmine adulte formano relazioni con i loro parenti, che offrono supporto durante i periodi di violento conflitto all'interno dei gruppi sociali. Nei macachi berberi, la tolettatura sociale si traduce nella formazione di relazioni cruciali tra i partner. Queste relazioni sociali servono ad aiutare la cooperazione e facilitare la protezione contro gruppi combattivi composti da altri maschi, che possono spesso causare danni fisici. Inoltre, è stato anche dimostrato che le relazioni sociali riducono il rischio di infanticidio in diversi primati.

## Altruismo
L'altruismo in senso biologico si riferisce a un comportamento eseguito da un individuo che aumenta l'idoneità di un altro individuo mentre diminuisce l'idoneità di quello che esegue il comportamento. Ciò differisce dal concetto filosofico di altruismo, che richiede l'intenzione consapevole di aiutare un altro. Come comportamento, l'altruismo non è valutato in termini morali, ma piuttosto come conseguenza di un'azione per l'idoneità riproduttiva. Spesso ci si chiede perché il comportamento persista se è costoso per chi lo esegue; tuttavia, Charles Darwin ha proposto la selezione di gruppo come meccanismo alla base dei chiari vantaggi dell'altruismo.
La tolettatura sociale è considerato un comportamento di altruismo facoltativo: il comportamento stesso è una perdita temporanea di idoneità diretta (con potenziale di guadagno di idoneità indiretta), seguita dalla riproduzione personale. Questo compromesso è stato paragonato al modello del dilemma del prigioniero e da questo confronto è nata la teoria dell'altruismo reciproco di Robert Trivers con il titolo "tit-for-tat". Insieme all'altruismo, la selezione della parentela pone l'accento sul favorire il successo riproduttivo dei parenti di un organismo, anche a costo della sopravvivenza e della riproduzione dell'organismo stesso. Per questo motivo, la selezione della parentela è un esempio di idoneità inclusiva, che combina il numero di prole prodotta con il numero di cui un individuo può garantire la produzione supportando gli altri, come i fratelli.

### La regola di Hamilton
{\displaystyle rB>C}
Sviluppata da W.D. Hamilton, questa regola governa l'idea che la selezione della parentela fa sì che i geni aumentino in frequenza quando la parentela genetica (r) di un ricevente con un attore moltiplicata per il beneficio per il ricevente (B) è maggiore del costo riproduttivo per l'attore (C). Pertanto, è vantaggioso per un individuo prendere parte a comportamenti altruistici, come la tolettatura sociale, fintanto che l'individuo che riceve i benefici del comportamento è imparentato con quello che fornisce il comportamento.

### Utilizzo come "merce"
È stato messo in dubbio se alcuni animali stiano invece usando comportamenti altruistici come "strategia di mercato" per "commerciare" qualcosa di desiderabile. Nei babbuini verdi, Papio anubis, è stato scoperto che gli individui eseguono comportamenti altruistici come una forma di commercio in cui un comportamento viene fornito in cambio di benefici, come una ridotta aggressività. La tolettatura era equamente bilanciata su più incontri piuttosto che singoli, il che suggerisce che le femmine non sono costrette a completare gli scambi con singole transazioni e usano la tolettatura sociale per consolidare relazioni a lungo termine con coloro che appartengono ai loro gruppi sociali.
Inoltre, i maschi di gibbone dalle mani bianche (Hylobates lar) erano più attenti alla cura sociale durante l'estro delle femmine nel loro gruppo. Sebbene il comportamento di cura sociale in sé non fosse vantaggioso per chi forniva il servizio, l'opportunità di accoppiarsi e la successiva fecondazione aumentavano l'idoneità riproduttiva di coloro che partecipavano al comportamento. Questo studio ha anche scoperto che la prestazione di cura sociale era ciclica con quella del ciclo ovarico delle femmine, simile a un comportamento di corteggiamento.

## Ontogenesi della tolettatura sociale

### Apprendimento generale e reciprocità dell'allogrooming
Nella maggior parte dei casi, l'allogrooming è un'azione che viene appresa dalla madre di un individuo. I neonati vengono tolettati dalle loro madri e imitano queste azioni tra loro e con le madri da giovani. Questa azione viene ricambiata sugli altri membri del gruppo (non madri o di rango diverso) più spesso una volta che l'individuo è un adulto completamente sviluppato e può seguire normali schemi di tolettatura.

### Differenze di apprendimento basate sul sesso
I membri maschi e femmine di una specie possono differire nell'apprendere come, quando e chi accudire. Nei macachi orsini, le femmine neonate imitano le azioni delle loro madri accudendole più spesso rispetto ai loro omologhi maschi e accudendo gli stessi membri del gruppo che le loro madri accudiscono. Si suggerisce che questo mimetismo indichi un apprendimento osservativo basato sull'identificazione nei macachi orsini neonati, e le inclinazioni delle figlie per l'imitazione materna e la tolettatura basata sulla parentela rispetto alle inclinazioni dei figli per la tolettatura basata sul rango sono in linea con i loro ruoli sociali nei gruppi, dove i maschi adulti necessitano di alleanze per ottenere e mantenere il rango.

## Utilizzo degli strumenti
In quasi tutti i casi di tolettatura sociale, gli individui usano le proprie parti del corpo, come mani, denti o lingua, per pulirsi un membro del gruppo o un neonato. È molto raro osservare casi di utilizzo di strumenti nella tolettatura sociale in animali non umani; tuttavia, alcuni di questi casi sono stati osservati nei primati. In uno studio osservazionale del 1981 sui macachi giapponesi alla Bucknell University, una madre macaco è stata vista scegliere una pietra dopo aver osservato diverse pietre sul terreno, e poi usare questa pietra per pulire il proprio cucciolo. Si è ipotizzato che la pietra fosse usata come "distrattore" per il cucciolo in modo che la madre potesse pulirlo adeguatamente mentre la sua attenzione era occupata altrove. Ciò è stato supportato dal fatto che il cucciolo ha raccolto la pietra una volta che la madre l'ha lasciata cadere e le ha permesso di pulirlo mentre ci giocava. Questo comportamento è stato osservato in alcuni altri membri della colonia, ma non in tutta la specie. In un altro caso, una femmina di scimpanzé del Delta Regional Primate Research Center ha creato uno "spazzolino da denti" spogliando un ramoscello delle sue foglie e ha utilizzato questo strumento per pulire il suo cucciolo in diverse occasioni. Tuttavia, entrambi gli esempi riguardano l'uso di strumenti nei primati, che è già ampiamente studiato e scientificamente supportato. Le ampie capacità di memoria di lavoro e le capacità di comprensione causale dei primati consentono loro di creare e utilizzare strumenti molto più ampiamente rispetto ad altri animali non umani. A parte i vincoli fisici e mentali, forse una ragione per cui gli animali che si sottopongono a tolettatura non usano strumenti è perché uno degli scopi principali della tolettatura sociale è il legame sociale e coinvolge scambi emotivi, molti dei quali sono trasmessi tramite il tatto.

## Tolettatura reciproca

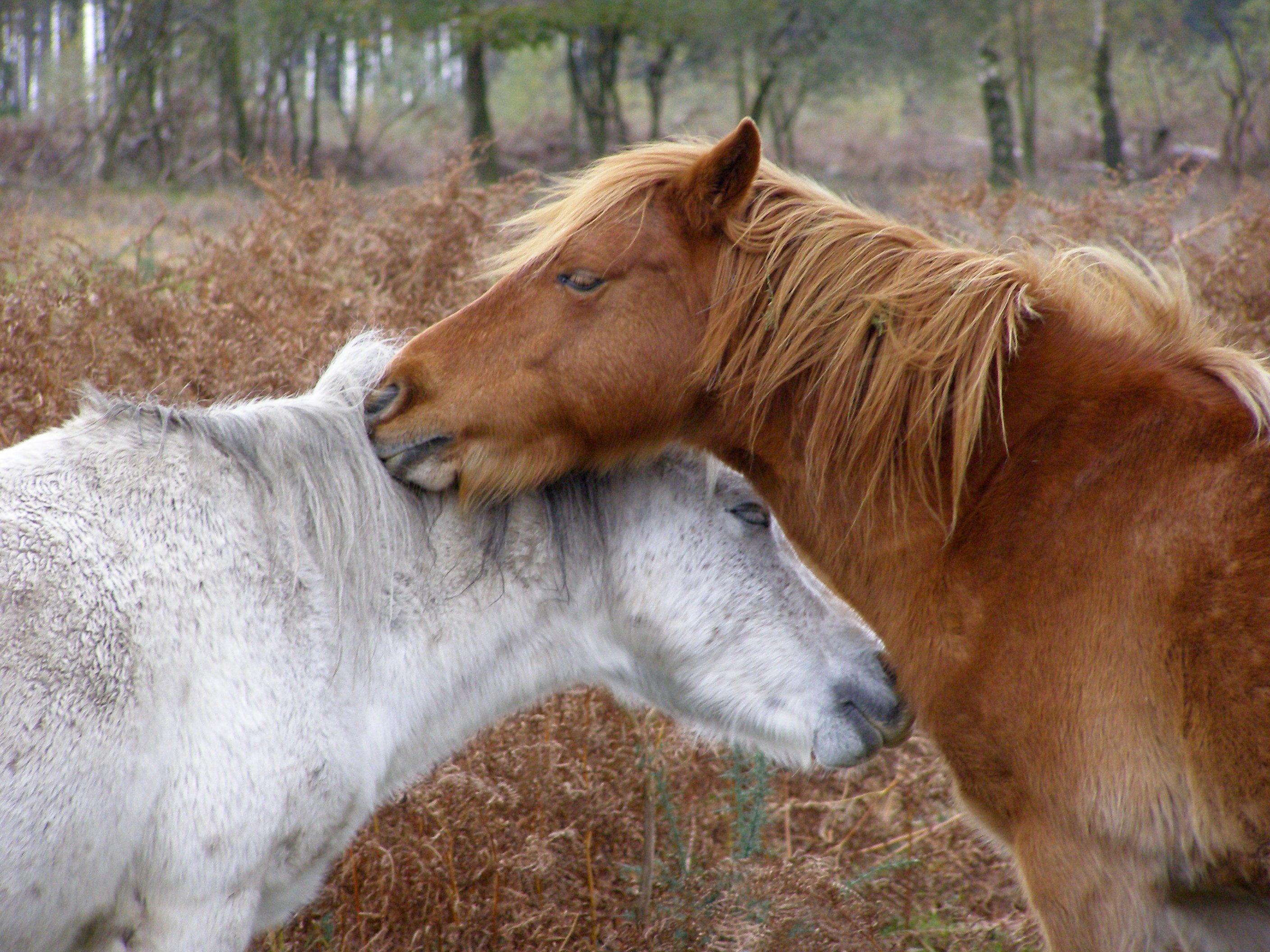
Toelettatura reciproca nei pony

Molti animali si puliscono a vicenda accarezzandosi, grattandosi e massaggiandosi. Questa attività spesso serve a rimuovere materiale estraneo dal corpo per promuovere il successo comunitario di questi animali socialmente attivi. Esiste una vasta gamma di specie che si puliscono socialmente in tutto il regno animale, tra cui primati, insetti, uccelli, e pipistrelli. Sebbene non siano ancora state condotte ricerche approfondite, molto è stato appreso sulla tolettatura sociale negli animali non umani attraverso lo studio dei primati. Si ritiene che la forza trainante dietro la tolettatura sociale dei mammiferi sia principalmente radicata nell'adattamento al comportamento consolatorio e negli scopi utilitaristici nello scambio di risorse come cibo, sesso e igiene comunitaria.

### Insetti

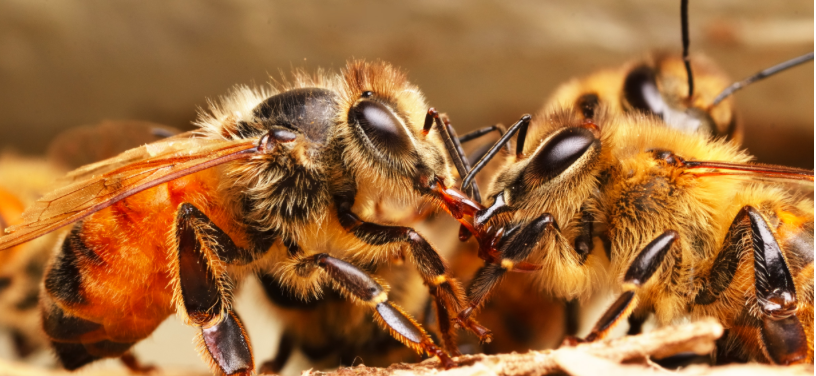
Toelettatura reciproca delle api mellifere

Negli insetti, la tolettatura spesso svolge l'importante ruolo di rimuovere materiale estraneo dal corpo. L'ape mellifera, ad esempio, si impegna nella tolettatura sociale pulendo parti del corpo che non possono essere raggiunte dall'ape ricevente. Quest'ultima estende le sue ali perpendicolarmente al suo corpo mentre le sue ali, parti della bocca e antenne vengono pulite per rimuovere polvere e polline. Questa rimozione di polvere e polline consente l'affinamento dei sensi olfattivi, contribuendo così al benessere generale del gruppo.

### Pipistrelli

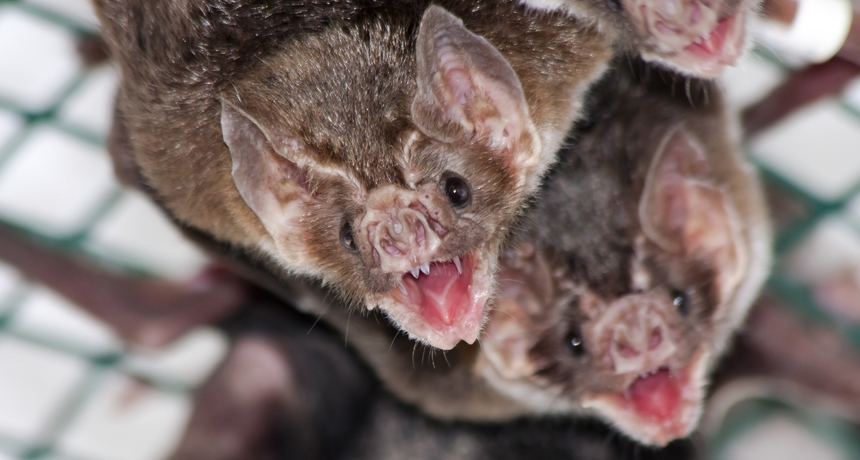
Allogrooming del pipistrello vampiro

Studi recenti hanno determinato che i pipistrelli vampiro si impegnano nella tolettatura sociale molto più di altri tipi di pipistrelli per promuovere il benessere del gruppo. Di fronte a livelli più elevati di infezione parassitaria, i pipistrelli vampiro si impegnano a pulirsi a vicenda e a condividere il cibo tramite rigurgito. Questa attività previene l'infezione in corso e promuove anche il successo del gruppo.

### Primati
I primati forniscono forse uno dei migliori esempi di tolettatura reciproca, a causa dell'intensa ricerca condotta sui loro diversi stili di vita e della variazione diretta nei mezzi di tolettatura sociale tra le diverse specie. Tra i primati, la tolettatura sociale svolge un ruolo significativo nel comportamento di consolazione degli animali, per cui i primati si impegnano a stabilire e mantenere alleanze attraverso gerarchie di dominanza e coalizioni preesistenti e per la riconciliazione dopo i conflitti. I primati si puliscono socialmente anche nei momenti di noia e l'atto ha dimostrato di ridurre la tensione e lo stress. Questa riduzione dello stress è spesso associata a periodi osservati di comportamento rilassato e si sa che i primati si addormentano mentre ricevono la tolettatura. Il conflitto tra primati è stato osservato dai ricercatori come un aumento dello stress nel gruppo, rendendo la tolettatura reciproco molto vantaggioso.
Ci sono dei vantaggi nell'iniziare la tolettatura. Chi inizia la tolettatura sarà a sua volta tolettato, ottenendo il beneficio di essere pulito. La ricerca ha scoperto che i primati più in basso nella scala sociale possono iniziare la tolettatura con un primate di rango superiore per aumentare la propria posizione. Si è scoperto che in periodi di maggiore conflitto e competizione, è meno probabile che ciò accada. I ricercatori hanno suggerito che i primati potrebbero vedere la necessità di bilanciare gli usi della tolettatura, scambiando tra il suo uso come mezzo per aumentare la posizione sociale e il suo uso come mezzo per mantenersi puliti.
La tolettatura nei primati non è utilizzata solo per la formazione e il mantenimento di alleanze, ma anche per scambiare risorse come cibo comune, sesso e igiene. È stato scoperto che i babbuini selvatici utilizzano la tolettatura sociale come attività per rimuovere zecche e altri insetti dagli altri; in questa tolettatura, le aree del corpo che ricevono un'attenzione significativa sembrano essere le regioni che i babbuini stessi non riescono a raggiungere. L'attività di tolettatura in queste regioni è utilizzata per rimuovere parassiti, sporcizia, pelle morta e pelliccia aggrovigliata per aiutare a mantenere la salute dell'animale in buone condizioni nonostante l'incapacità dell'individuo di raggiungere e pulire determinate aree.
Il tempo che i primati trascorrono a pulirsi aumenta con le dimensioni del gruppo, ma dimensioni di gruppo troppo grandi possono portare a una diminuzione della coesione del gruppo perché il tempo trascorso a pulirsi è solitamente influenzato da altri fattori, che includono fattori ecologici, filogenetici e storia della vita. Ad esempio, l'articolo afferma: "I vincoli cognitivi e la pressione della predazione influenzano fortemente le dimensioni del gruppo e quindi hanno un effetto indiretto sul tempo di pulizia dei primati". Analizzando i dati passati e gli studi condotti su questo argomento, gli autori hanno scoperto che un gruppo di primati con più di 40 membri affronterà maggiori problemi ecologici e, quindi, il tempo trascorso durante la pulitura sociale ne risente.
Studi recenti sugli scimpanzé hanno determinato la correlazione diretta tra il rilascio di ossitocina e il comportamento consolatorio. Questo comportamento, così come il rilascio, è stato osservato in primati come il cercopiteco verde, una specie di primate che si impegna attivamente nella cura sociale dalla prima infanzia all'età adulta. I fratelli del cercopiteco verde hanno spesso conflitti sull'assegnazione della cura da parte della madre, ma la cura rimane un'attività che media la tensione ed è poco costosa per la formazione e il mantenimento dell'alleanza. Questa cura avviene sia tra fratelli che tra madre e figlio.
Studi sui macachi granchivori hanno dimostrato che i maschi puliscono le femmine per procurarsi del sesso.

### Uccelli

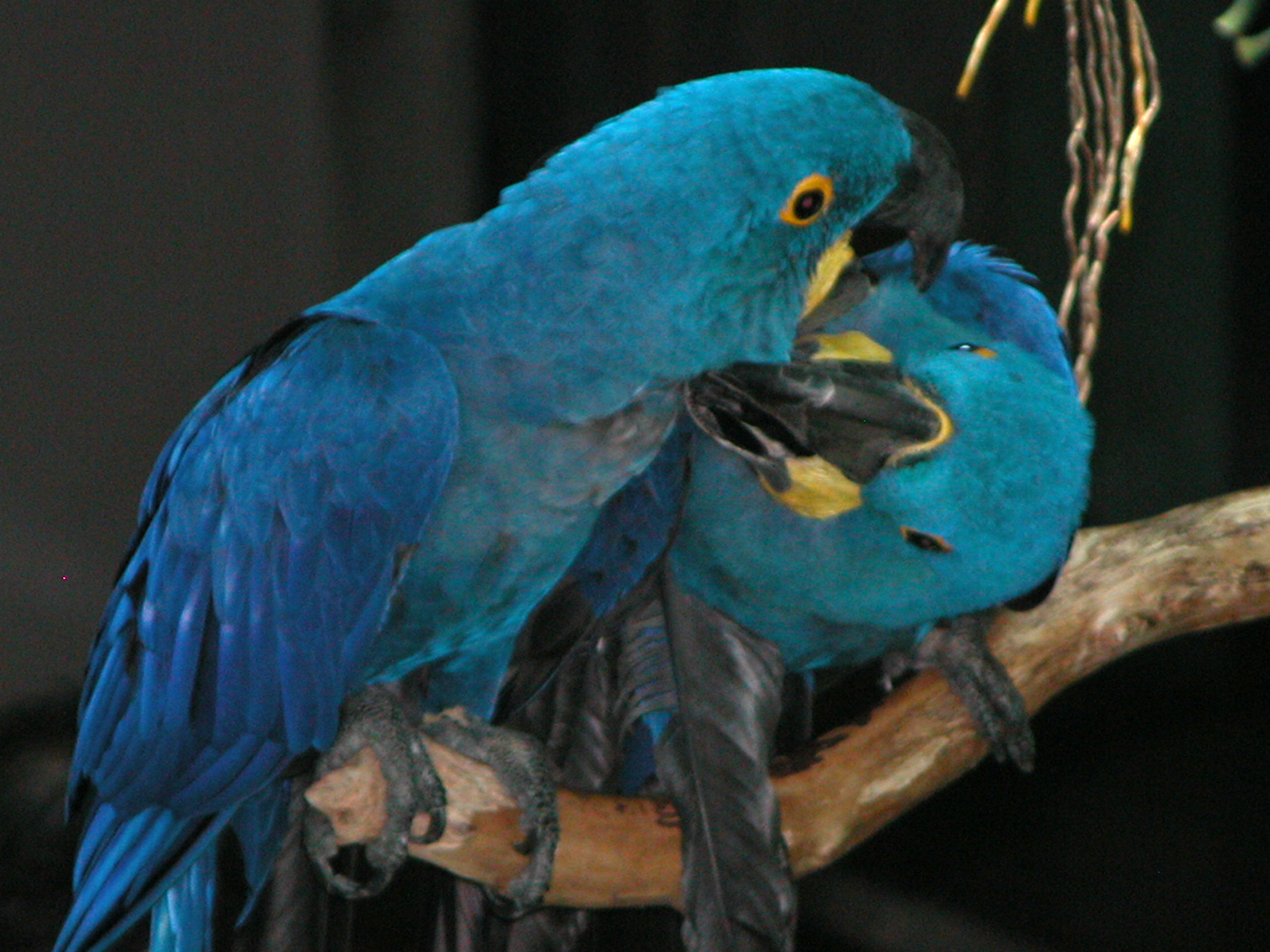
Due esemplari di ara giacinto si tolettano a vicenda.

Gli uccelli si dedicano all'allopreening (che consiste in un individuo che liscia le piume di un altro), che i ricercatori ritengono crei legami di coppia. Nel 2010, i ricercatori hanno determinato l'esistenza di una forma di tolettatura sociale come comportamento di consolazione all'interno dei corvi attraverso una forma di contatto con gli astanti, mediante la quale i corvi "osservatori" agivano per consolare una vittima in difficoltà tramite contatto, sedendosi, lisciandosi le piume e toccandosi becco a becco.

### Cavalli
I cavalli si impegnano nella reciproca tolettatura tramite la formazione di "legami di coppia" in cui parassiti e altri contaminanti sulla superficie del corpo vengono rimossi attivamente. Questa rimozione di materiale estraneo viene eseguita principalmente su aree difficili da raggiungere, come il collo, tramite rosicchiamento.

### Bestiame
L'allogrooming è un comportamento comunemente osservato in molti tipi di bovini, tra cui razze da latte e da carne. L'atto del leccamento sociale può essere osservato specificamente nelle manze per avviare il dominio sociale, enfatizzare la compagnia e migliorare l'igiene di sé stessi o degli altri. Questo comportamento osservato nelle mucche può fornire vantaggi tra cui carichi di parassiti ridotti, tensione sociale e competizione alla mangiatoia. Si ritiene che il leccamento sociale possa fornire benefici a lungo termine come la promozione di emozioni positive e un ambiente rilassato.

## Effetti endocrini
È stato dimostrato che la tolettatura sociale è correlato a cambiamenti nei livelli endocrini negli individui. In particolare, esiste una grande correlazione tra il rilascio di ossitocina nel cervello e la tolettatura sociale. Si ipotizza che l'ossitocina promuova comportamenti prosociali a causa della sua risposta emotiva positiva quando viene rilasciata. Inoltre, la tolettatura sociale rilascia anche beta-endorfine che promuovono risposte fisiologiche nella riduzione dello stress. Queste risposte possono verificarsi dalla produzione di ormoni ed endorfine o attraverso la crescita o la riduzione delle strutture nervose. Ad esempio, negli studi sui ratti lattanti, i ratti che ricevevano calore e tocco durante l'alimentazione avevano livelli di pressione sanguigna più bassi rispetto ai ratti che non ricevevano alcun tocco. Si è scoperto che questo era il risultato di un tono nervoso vagale aumentato, il che significa che avevano avuto una risposta nervosa parasimpatica più alta e una risposta nervosa simpatica più bassa agli stimoli, con conseguente risposta allo stress più bassa. La tolettatura sociale è una forma di attivazione sensoriale innocua. L'attivazione sensoriale innocua, caratterizzata da un contatto non aggressivo, stimola un percorso neurale completamente separato dall'attivazione sensoriale aggressiva nociva. Le sensazioni innocue vengono trasmesse attraverso il sistema lemniscale mediale della colonna dorsale.

### Ossitocina
L'ossitocina è un ormone peptidico noto per aiutare a esprimere emozioni sociali come l'altruismo, che a sua volta fornisce un meccanismo di feedback positivo per i comportamenti sociali. Ad esempio, studi sui pipistrelli vampiri hanno dimostrato che l'iniezione intra-nasale di ossitocina aumenta la quantità di allogrooming effettuato dai pipistrelli femmine. Il rilascio di ossitocina, che si è scoperto essere stimolato da tocchi positivi (come l'allogrooming), odori e suoni, può fornire benefici fisiologici per l'individuo; questi benefici possono includere rilassamento, guarigione e stimolazione della digestione. Sono stati riscontrati anche benefici riproduttivi: studi sui ratti hanno dimostrato che il rilascio di ossitocina può aumentare il successo riproduttivo maschile. L'ossitocina svolge un ruolo importante nel legame di coppia materno e si ipotizza che promuova un legame simile nei gruppi sociali come risultato di cicli di feedback positivi dalle interazioni sociali.

### Beta-endorfine
La tolettatura stimola il rilascio di beta-endorfine, che è una delle ragioni fisiologiche dell'effetto rilassante della tolettatura. Le beta-endorfine si trovano nei neuroni dell'ipotalamo e della ghiandola pituitaria. Si è scoperto che le beta-endorfine sono agonisti degli oppioidi. Gli oppioidi sono molecole che agiscono sui recettori per promuovere sensazioni di rilassamento e ridurre il dolore. Uno studio sulle scimmie ha scoperto che i cambiamenti nell'espressione degli oppioidi nel corpo, che rispecchiano i cambiamenti nei livelli di beta-endorfine, influenzano il desiderio di tolettatura sociale. Quando iniettati con blocchi dei recettori degli oppioidi, che diminuiscono il livello di beta-endorfine, si è osservato che le scimmie rispondevano con un desiderio aumentato di essere tolettate; al contrario, il desiderio delle scimmie di essere tolettate si è ridotto significativamente quando è stata somministrata loro morfina. Tuttavia, i livelli di beta-endorfina sono difficili da misurare nelle specie animali, a differenza dell’ossitocina, che può essere misurata campionando il liquido cerebrospinale, e quindi non sono stati collegati in modo così forte ai comportamenti sociali.

### Recettori dei glucocorticoidi
I glucocorticoidi sono ormoni steroidei sintetizzati nella corteccia surrenale e fanno parte del gruppo dei corticosteroidi. I glucocorticoidi sono coinvolti nella funzione immunitaria e fanno parte del sistema di feedback che riduce l'infiammazione. Sono anche coinvolti nel metabolismo del glucosio. Studi sui macachi hanno dimostrato che un aumento dello stress sociale determina una resistenza ai glucocorticoidi, inibendo ulteriormente la funzione immunitaria. I macachi che hanno partecipato alla tolettatura sociale hanno mostrato livelli ridotti di carica virale, il che indica livelli ridotti di stress sociale che determinano un aumento della funzione immunitaria e della sensibilità ai glucocorticoidi. Inoltre, uno studio del 1997 ha concluso che un aumento della tolettatura materna ha determinato un aumento proporzionale dei recettori dei glucocorticoidi sul tessuto bersaglio nel ratto neonato. Nello studio sui ratti neonati, è stato scoperto che il numero dei recettori era alterato a causa di un cambiamento nelle concentrazioni sia della serotonina che dell'ormone stimolante la tiroide. Un aumento del numero di recettori potrebbe influenzare la quantità di feedback negativo sulla secrezione di corticosteroidi e prevenire gli effetti collaterali indesiderati di una risposta fisiologica anomala allo stress. La tolettatura sociale può modificare il numero di recettori dei glucocorticoidi, il che può determinare un aumento della funzione immunitaria.
Studi hanno anche dimostrato che i babbuini maschi che partecipano maggiormente alla cura sociale mostrano concentrazioni basali di cortisolo più basse.
Il glucocorticoide fecale (fGC) è un metabolita ormonale associato allo stress che si riscontra essere presente in livelli inferiori nelle femmine di babbuino con reti di tolettatura più forti e consolidate. Quando babbuini maschi potenzialmente infanticidi immigrano in un gruppo, si riscontra un aumento dei livelli di fGC delle femmine, indicativo di un maggiore stress; tuttavia, le femmine con partner di tolettatura affidabili e consolidati hanno un aumento inferiore di fGC rispetto a quelle con reti di tolettatura più deboli. Quindi, il supporto sociale ricevuto da un'"amicizia" aiuta i babbuini nella gestione dello stress. Allo stesso modo, si riscontra un aumento dei livelli di fGC nelle femmine anche quando muore un "amico" intimo; tuttavia, si riscontra un calo di questi livelli crescenti di fGC nelle femmine che formano nuovi partner di tolettatura, sostituendo i loro amici defunti.

### Oppioidi
Gli oppioidi endogeni sono molecole chimiche prodotte nel cervello degli organismi che servono a creare sensazioni di rilassamento, felicità e sollievo dal dolore. Nei primati, la risata e la cura sociale innescano il rilascio di oppioidi nel cervello, che si pensa formi e mantenga i legami sociali. In uno studio condotto su scimmie rhesus, alle femmine in allattamento con neonati di età compresa tra 4 e 10 settimane sono state somministrate basse dosi di naloxone, un antagonista degli oppioidi che blocca il recettore degli oppioidi e inibisce gli effetti degli oppioidi endogeni. Rispetto alle femmine di controllo, a cui sono state somministrate soluzioni saline, le femmine trattate con naloxone hanno curato meno i loro neonati e gli altri membri del loro gruppo. È stato anche osservato che le femmine trattate con naloxone erano meno protettive nei confronti dei loro piccoli, il che è insolito per le neomamme. Questo declino nelle interazioni sociali dopo l'iniezione di naloxone suggerisce che gli antagonisti degli oppioidi interferiscono con il coinvolgimento materno nelle azioni sociali, in questo caso la tolettatura sociale. Si potrebbe quindi ipotizzare che livelli più elevati di oppioidi nelle neo-mamme rhesus causino livelli più elevati di coinvolgimento sociale e comportamento materno, favorendo lo sviluppo e l'apprendimento del neonato.

## Critica degli studi citati
In particolare, la critica principale riguardante gli studi sulla tolettatura sociale è che quasi tutti si concentrano sui primati e su una ristretta gamma di specie all'interno dei primati stessi. Di conseguenza, la letteratura non fornisce un'idea completa di quale sia la base cognitiva o comportamentale della tolettatura sociale, né delinea completamente tutti i suoi effetti, positivi o negativi. Anche in specie ben studiate, potrebbe essere che non siano stati raccolti tutti i dati rilevanti per la tolettatura sociale. In secondo luogo, i dati per la maggior parte delle specie sono derivati in base ai membri di un singolo gruppo. Nei primati, il cui comportamento è altamente flessibile a seconda delle condizioni socio-ambientali, ciò pone una sfida particolare. In terzo luogo, la maggior parte degli studi sono a breve termine e osservazionali, quindi il collegamento diretto tra tolettatura sociale e risultati di fitness o scelta del compagno non può essere studiato direttamente come negli studi diretti o in cattività a lungo termine.

## Simbiosi di pulizia
La simbiosi di pulizia è un'associazione reciprocamente vantaggiosa tra individui di due specie, in cui uno (il "pulitore") rimuove e mangia parassiti e altri materiali (ossia esegue la tolettatura) dalla superficie dell'altro (il "cliente"). La simbiosi di pulizia è ben nota tra i pesci marini, dove alcune piccole specie di pesci pulitori, in particolare i labridi ma anche specie di altri generi, sono specializzate nell'alimentarsi quasi esclusivamente pulendo pesci più grandi e altri animali marini. Esistono altre simbiosi di pulizia tra uccelli e mammiferi e in altri gruppi.
Il comportamento di pulizia fu descritto per la prima volta dallo storico greco Erodoto intorno al 420 a.C., anche se il suo esempio (gli uccelli che "servono" i coccodrilli) sembra verificarsi solo raramente.
Il ruolo delle simbiosi di pulizia è stato dibattuto dai biologi per oltre trent'anni. Alcuni credono che la pulizia rappresenti una cooperazione disinteressata, essenzialmente un mutualismo puro, che aumenta l'idoneità di entrambi gli individui. Altri, come Robert Trivers, sostengono che illustra l'egoismo reciproco, l'altruismo reciproco. Altri ancora credono che il comportamento di pulizia sia semplicemente uno sfruttamento unilaterale, una forma di parassitismo.

Si verifica anche lo sfruttamento, in cui un pulitore a volte danneggia il suo cliente, o una specie predatrice imita un pulitore. Lo sfruttamento predatorio è analogo al mimetismo batesiano, come quando un innocuo sirfide imita una vespa pungente, anche se con le parti invertite. Alcuni veri pesci pulitori, come i gobidi e i labridi, hanno gli stessi colori e motivi, in un esempio di convergenza evolutiva. La somiglianza reciproca tra i pesci pulitori è analoga al mimetismo mülleriano, come quando api e vespe pungenti si imitano a vicenda.

Galleria d'immagini
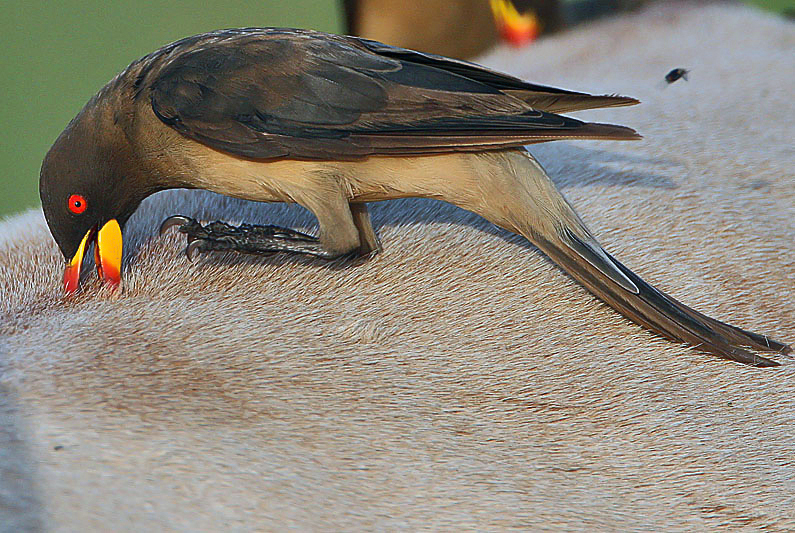
Bufaga che si nutre attraverso la pelliccia dell'ospite, raccogliendo piccoli parassiti.
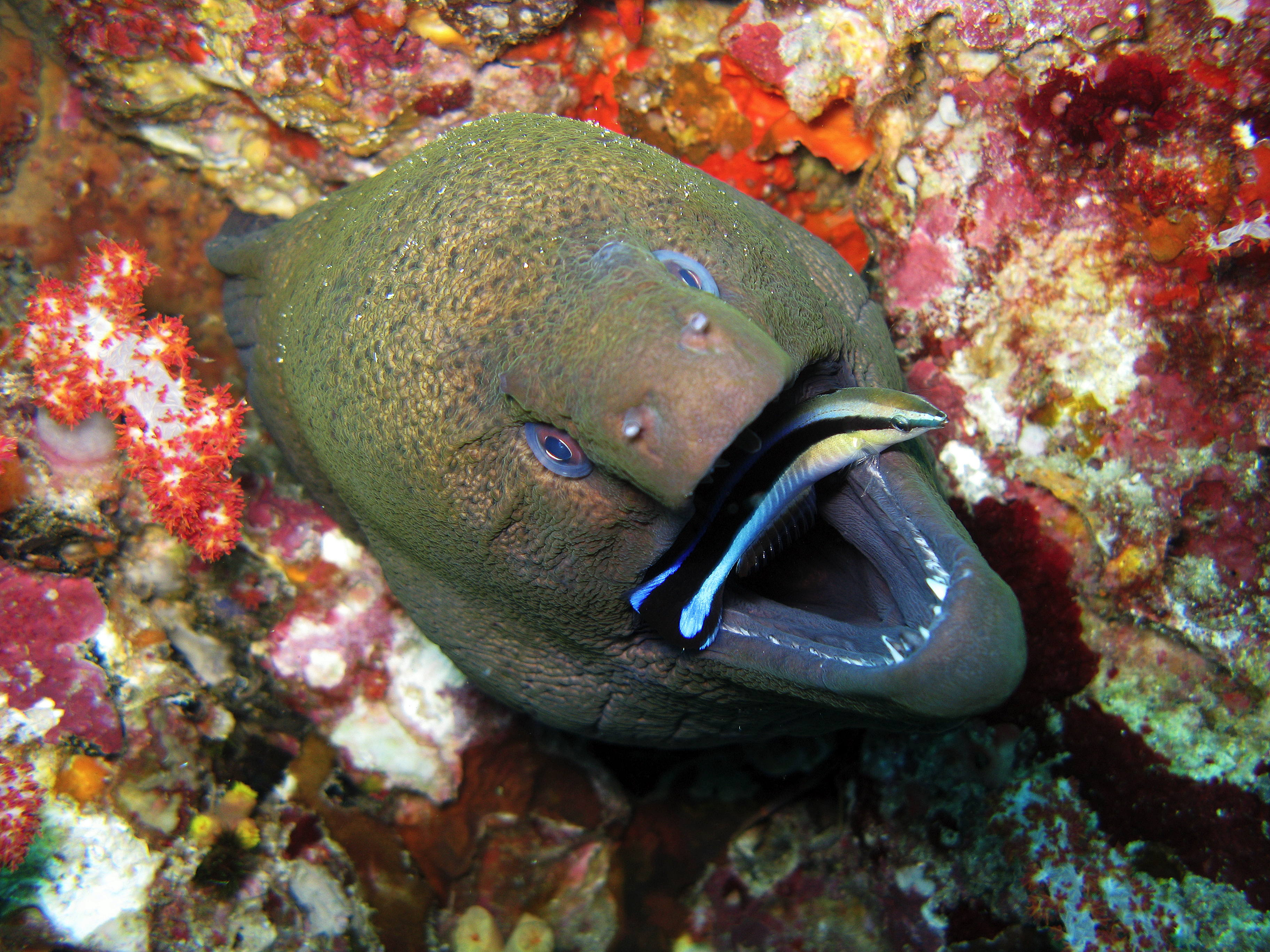
Murena gigante pulita da un labro pulitore a strisce blu.
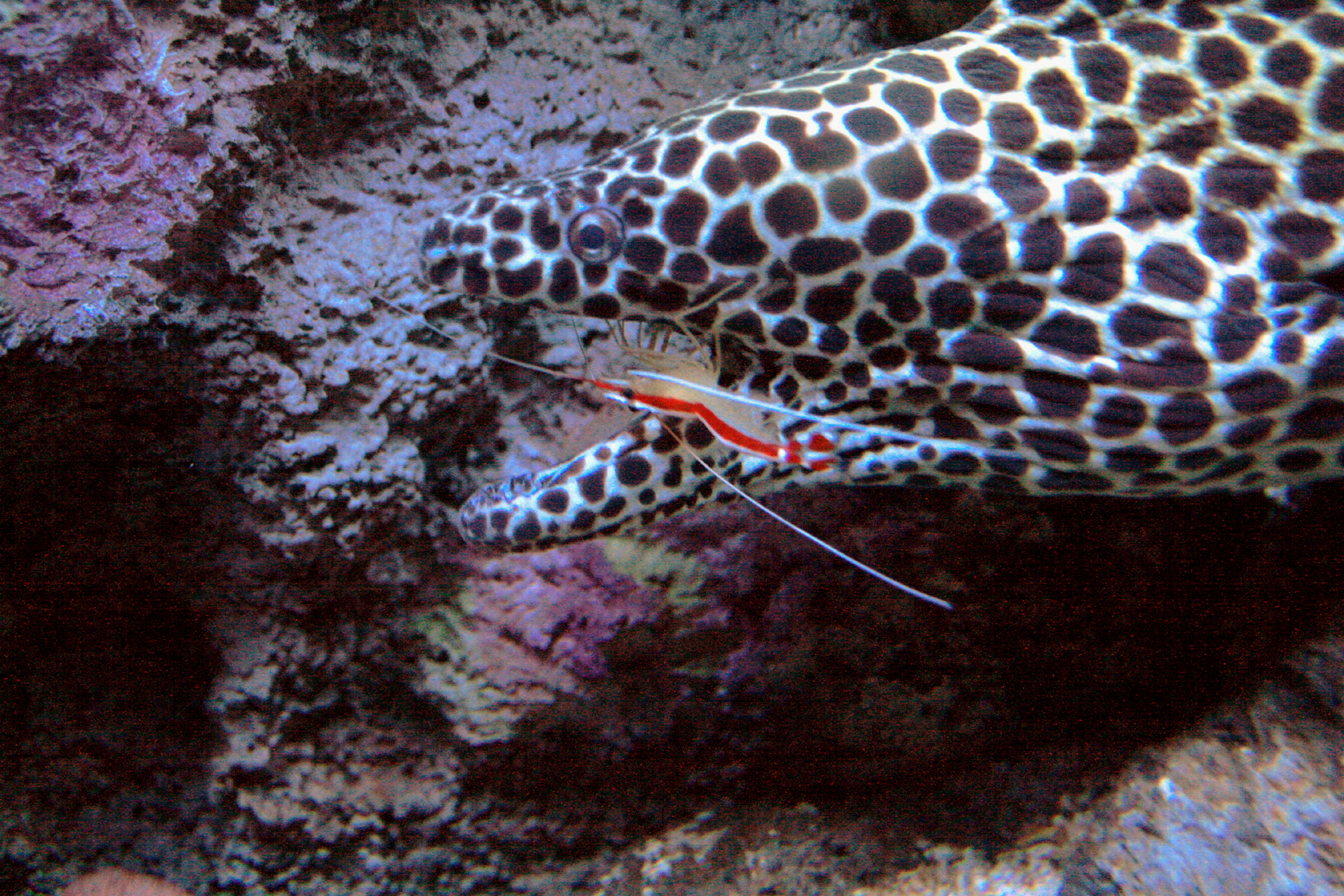
Il gamberetto pulitore Lysmata amboinensis pulisce la bocca di una murena.
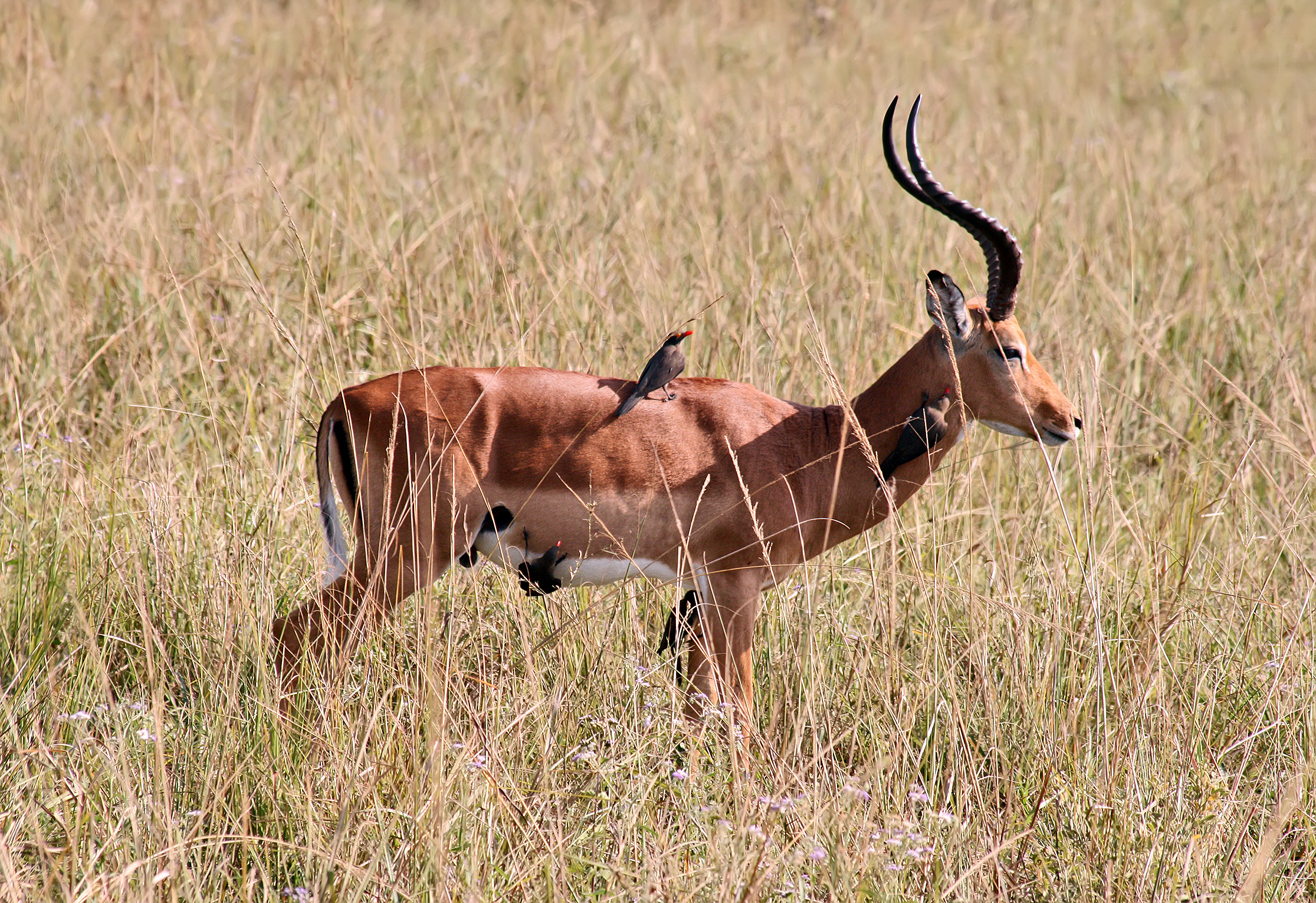
Le búfaghe beccorosso si nutrono di parassiti trovati sull'impala, una pratica che giova a entrambi gli animali.